# Ян Циммерманн
Ян Циммерманн (нім. Jan Zimmermann, нар. 19 квітня 1985, Обертсгаузен) — колишній німецький футболіст, воротар. На цей момент входить до тренерського штабу клубу «Айнтрахт».

## Ігрова кар'єра
Розпочав займатись футболом у академії клубу «Кікерс» з рідного міста Обертсгаузен, а 1994 року потрапив в академію «Айнтрахта». У цій команді Ян провів багато років, спочатку граюючи в молодіжних командах, а потім у команді U-23 в Регіоналлізі Південь, а на початку сезону 2005/06 підписав з клубом перший професійний контракт. В першій команді Циммерман став лише третім воротарем після Ока Николова та Маркус Прелль, тому за п'ять років він зіграв за неї лише 5 ігор у Бундеслізі, натомість здебільшого виступаючи за дубль, взявши участь у 118 матчах чемпіонату.
На початку 2011 року Циммерманн перейшов у клуб Регіональліги Південь «Дармштадт 98», якому того ж року допоміг вийти до Третьої ліги, після чого був призначений капітаном команди і провів з клубом ще три повноцінні сезони, допомігши в останньому з них вийти з клубом до Другої Бундесліги. Втім у другому дивізіоні Ян дебютував вже з клубом «Гайденгайм», куди перейшов влітку 2014 року на правах вільного агента.
Наприкінці листопада 2014 року Циммерманн переніс операцію з видалення пухлини на голові у клініці в Гюнцбурзі, яка була випадково виявлена під час сканування МРТ після зіткнення з Анте Будимиром у матчі проти «Санкт-Паулі» і через відновлення Циммерманн повернувся на поле лише навесні наступного року, після чого швидко повернув місце в основі і провів ще півтора року.
Влітку 2016 року воротар перейшов у інший клуб другого дивізіону «Мюнхен 1860». У новій команді спочатку був основним воротарем, але ближче до кінця року програв конкуренцію Стефану Ортезі, а клуб за підсумками сезону через фінансові проблеми був відправлений до Регіональліги, а усі гравці отримали статус вільного агента. У результаті Ян повернувся до рідного «Айнтрахта», який саме шукав дублера Лукашові Градецькому після уходу попереднього запасного воротаря Гайнца Лінднера. У цьому статусі в першому ж сезоні Циммерманн виграв свій перший у кар'єрі трофей — Кубок Німеччини, але за основну команду так і не зіграв.

## Тренерська кар'єра
Після завершення кар'єри увійшов до тренерського штабу свого останнього клубу «Айнтрахта».

## Титули і досягнення
- Володар Кубка Німеччини (1):

«Айнтрахт»: 2017–18